# Zemné
Zemné és un poble i municipi d'Eslovàquia que es troba a la regió de Nitra, al sud-oest del país. El 2022 tenia una població estimada de 2.112 habitants. És documentat per primera vegada el 1113.

## Demografia
| Godina             | 1994 | 2004   | 2014   | 2024   |
| ------------------ | ---- | ------ | ------ | ------ |
| Nombre de persones | 2217 | 2211   | 2225   | 2112   |
| Diferència         |      | −0,27% | +0,63% | −5,07% |

| Godina             | 2023 | 2024   |
| ------------------ | ---- | ------ |
| Nombre de persones | 2116 | 2112   |
| Diferència         |      | −0,18% |

## Ciutats agermanades
Zemné està agermanat amb:
- Bana, Hongria
- Tab, Hongria
- Mosonszolnok, Hongria
- Tešedíkovo, Eslovàquia